# Stasina saetosa
Stasina saetosa är en spindelart som beskrevs av Bryant 1948. Stasina saetosa ingår i släktet Stasina och familjen jättekrabbspindlar. Inga underarter finns listade i Catalogue of Life.